# Mantella manery
Mantella manery (tên tiếng Anh: Marojejy Mantella) là một loài ếch trong họ Mantellidae. Chúng là loài đặc hữu của Madagascar.
Các môi trường sống tự nhiên của chúng là các khu rừng ẩm ướt đất thấp nhiệt đới hoặc cận nhiệt đới, sông, đầm nước, và đầm nước ngọt có nước theo mùa. Loài này đang bị đe dọa do mất môi trường sống.